# José González Morandi
José González Morandi (Rosario, 1974) és un documentalista i director de cinema espanyol d'origen argentí. Establert a Barcelona des de 1977, es va especialitzar en càmera i fotografia de cinema a la Universitat del Cinema de Buenos Aires i al Centre d'Estudis Cinematogràfics de Catalunya i va fer un màster de documental a la Universitat Pompeu Fabra. Va començar fent cinema publicitari, però després es va decantar pel cinema documental amb la seva productora Fotoleve.
El 2007 va dirigir el documental Can Tunis, que fou guardonat amb el Premi a la Millor Pel·lícula Documental dels VI Premis Barcelona de Cinema (actuals Premis Gaudí) de 2007. I ell mateix va rebre el Premi Nacional de Cinema de l'any 2008.

## Filmografia
- Troll (2005)
- Can Tunis (2007)
- Baluard (2018)[5]